# 엘비유세스 주식회사
LB유세스는 대한민국의 BPO전문 기업이다. 2007년 설립 당시 이름은 '유세스파트너스'이다. LBucess는 LB그룹의 계열사로서 2007년 LGCNS 자회사로 12월 설립하여, 도전과 혁신으로 성장하고 있는 LB그룹의 아웃소싱 전문 기업이다.

## 지주회사 및 계열사
· LB
· LB휴넷
· LB세미콘
· LB루셈
· LB인베스트먼트
· LB프라이빗에쿼티
· LB자산운용
> Look Beyond Look People
> 서비스를 넘어 감동을 전달합니다. 고객을 넘어 사람을 봅니다.

## 연혁
- 2023  사명 변경 및 서해융 대표이사 취임
- 2022  LB그룹사 매출액 1조 5천억 원 달성
- 2020  2020년 한국고객센터 기업부문 최우수상 수상
- 2019  KS Q ISO 9001 인증
- 2018  한국경영인증원 품질경영시스템 인증
- 2016  LB그룹 계열사 편입
- 2015  품질경영시스템 KS Q ISO 9001 획득
- 2014  여성가족부 가족친화인증 획득
- 2010  콜센터 CQ/CQM 인증 획득
- 2007  유세스파트너스 설립(LGCNS 자회사)

## 인증 및 수상실적
- ISO IEC 27001 국제표준보안 인증서
- ISO 9001품질 경영시스템 인증서
- KS S 1006-1 콜센터 서비스 인증서 (공공)
- KS S 1006-1 콜센터 서비스 인증서 (민간)
- 근로자의 일, 생활균형 지원 가족친화인증서
- ISO IEC 29100 국제표준 보안인증서

## 사업영역
- 컨택센터

- Contact Center Consulting : 컨택센터 운영 프로세스 진단, 운영 관리 및 구축 전략 컨설팅, 컨택센터 분석 및 비용절감 리포트, 
IPRCC Tool 구축 제공
- Contact Center ASP 구축,운영:상담 좌석 & 콜 시스템 구축 및 임대, 상담 Application  임대/유지보수, 상담 시스템 구축 및 유지보수, 
컨택센터 구축 BPR │ISP 사업
- Contact Center Platform : AICC 개발/운영, VOC Data Survey 분석, Call Infra Cloud Service, 멀티모달 기반 챗봇 및 콜봇 연동
- Contact Center Solution : Omni-Channel 상담App 운영, VOC 분석 솔루션, STT 음성 분석 솔루션, TA (상담 유형 분류, 요약) 연동
- IT서비스 데스크

- IT 서비스 데스크: IT통합지원 서비스, 개별S/W, H/W 유지보수, 자체이력관리시스템(AR), PC유지보수 자산관리, IT시스템 교육지원 서비스
- IT 통합 지원 서비스 : 기업 그룹웨어, H/W, S/W, 네트워크, 운영시스템 모니터링, PC유지보수 등 다양한 IT 서비스 사항에 대해 자체개발한 인력관리(AR) 시스템과 원격지원 시스템을 활용해 안정적인 IT운영 서비스를 제공
- IT 시스템 교육 지원 서비스 : 고객사가 운영 중인 IT 시스템에 대해 전문 IT 교육 강사를 통한 교육대행 서비스와 교육 안내, 교육 일정 관리 등 IT 교육 운영이 가능하도록 전문 인력이 서비스를 제공 
- PC 유지보수 & 자산관리 서비스 : 고객사가 운영 중인 IT 시스템에 대해 전문 IT 교육 강사를 통한 교육대행 서비스와 교육 안내, 교육 일정 관리 등 IT 교육 운영이 가능하도록 전문 인력이 서비스를 제공
- MPS

- MPS 구축 & 운영 :  고객사가 운영 중인 IT 시스템에 대해 전문 IT 교육 강사를 통한 교육대행 서비스와 교육 안내, 교육 일정 관리 등 IT 교육 운영이 가능하도록 전문 인력이 서비스를 제공
- MPS 변화 관리 솔루션 : 고객사가 운영 중인 IT 시스템에 대해 전문 IT 교육 강사를 통한 교육대행 서비스와 교육 안내, 교육 일정 관리 등 IT 교육 운영이 가능하도록 전문 인력이 서비스를 제공
- 백오피스 서비스

- Back-Office 서비스: 업무 프로세스 중 판단 기준이 명확하고, 반복성이 있는 업무에 대한 프로세스 분석을 통해 업무를 효율화 하고, 표준화 하는 사무지원 아웃소싱 서비스를 제공
- 설계 지원 서비스 : 고객사 제품에 대해 CAD 전문인력이 관련 툴을 사용하여 기초 설계, 사이즈 조정, 모형 변경 등 제품 설계 관련한 전문화된 서비스를 제공
- FM서비스

- 시설관리 : 중앙 감시 시스템(CCTV 등), 기계 / 설비 관리, 방재설비 관리, 전기 시설 관리 업무
- 시설보안 : 주/야간 보안관리,출입자통제,시설물 보안 및 점검, 취약 지역 순찰, 화재예방 활동, 각종 안전 사고 예방 활동
- 시설미화 : 위생환경, 내/외부 환경 보존, 시설 청결 관리
- 안내서비스 : 방문객 확인/안내, 출입자 통제 등
- e-commerce BPO

시장Infra와 Process를 잘 이해하고 상품관리,주문관리, 차별화된 CS, 마감 및 정산 등 Online판매를 하고자 하는 개인 셀러와 
법인고객들에게 e-Commerce와 관련된 제반 업무를 All-In-One으로 제공

## 자체 보유센터
- 신도림 핀포인트 타워

서울시 구로구 경인로 661 핀포인트 23F~26F
- 신도림 센터포인트웨스트

서울시 구로구 새말로 87 서부금융빌딩 11F
- 서대문 바비엠 센터

서울시 중구 순화동 215 6F

## 복리후생
- Wellness : 종합건강검진, 단체 상해 보험 지원, 지정병원 할인
- Cultue : 휴양 시설(리조트) 이용
- Self-Develpment : 체력단련비 / 도서비 / 어학지원비 지원
- Family : 자녀학자금 / 경조 휴가 및 경조지원 / 상조서비스 지원
- Company Life : 자유로운 연차 / 사내카페 / 각종 행사 및 이벤트
- Reward : 우수 사원 포상 / 근속 수당 / 하계 휴가 / 성과인센티브

## 참고 문헌
- https://www.saramin.co.kr/zf_user/company-info/view?csn=TEhkTTdBRHBQVWpLa3dXeUdBajJqZz09
- https://lbucess.com/